# North Hill
North Hill är en by och en civil parish i Cornwall i England. Orten har 964 invånare (2011).